# 1962 en photographie
| Années de la photographie : 1959 - 1960 - 1961 - 1962 - 1963 - 1964 - 1965    |
| Décennies de la photographie : 1930 - 1940 - 1950 - 1960 - 1970 - 1980 - 1990 |

Cet article présente les faits marquants de l'année 1962 en photographie.

## Événements
- John Szarkowski succède à Edward Steichen comme conservateur pour la photographie au Museum of Modern Art (MoMA) de New York, poste qu'il conservera pendant près de trente ans, jusqu'en 1991. Dès sa prise de fonction, il présente l'exposition Color Photography de Ernst Haas, première exposition monographique en couleur organisée par le MoMA, grâce à laquelle la photographie couleur fait son entrée au musée. En 1976, la photographie couleur revient au MoMA avec l'exposition William Eggleston's Guide.
- Création en France de l'association FreeLens, pour une photographie d'utilité publique.

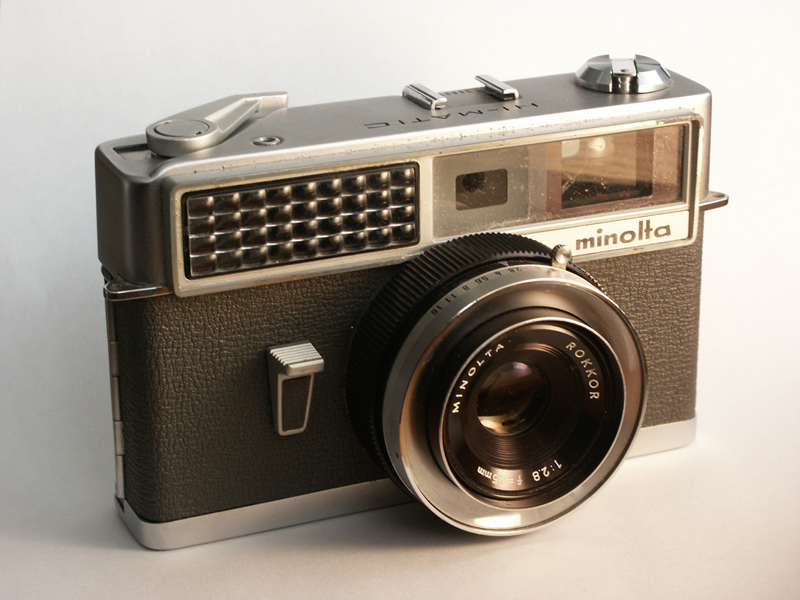
Le Hi-Matic originel de 1962.

- Commercialisation par Minolta du premier appareil photographique de la gamme Hi-Matic, avec réglage automatique de l'exposition ; il est utilisé par l'astronaute américain John Glenn lors de son vol orbital autour de la Terre la même année, à bord de la capsule de la mission spatiale Mercury-Atlas 6.

- Création à Renens en Suisse de l'entreprise Elinchrom, spécialisée dans la fabrication de matériel d'éclairage pour la photographie professionnelle.

## Photographies notables
- fin juin : The Last Sitting, dernière séance photo de Marilyn Monroe, réalisée à Los Angeles par le photographe Bert Stern pour le magazine Vogue, six semaines avant la mort de l'actrice[1].
- octobre : Gökşin Sipahioğlu entre clandestinement à Cuba bloquée par l’embargo américain pendant la Crise des missiles, déguisé en marin dans un bateau turc. Sur place, il parvient à photographier des missiles russes pointés vers les États-Unis. Son reportage, distribué par Associated Press, fait la "une" de 40 journaux américains[2].
- Diane Arbus, Child with Toy Hand Grenade in Central Park (Enfant avec une grenade à main factice à Central Park)[3].
- Jean-Louis Swiners publie « Madame », un essai photographique de 16 pages couleurs, pastichant des tableaux de portraits en buste de femmes de l'antiquité au XXe siècle, dans le no 193 de Réalités, p. 87-98, et dans le no 160 de Connaissance des arts.

## Livres de photographies
- Raymond Burnier, L'érotisme divinisé, Paris, éditions Buchet-Chastel,  (ISBN 2-268-04392-4).
- Paul Strand, Tir a’Mhurain, Outer Hebrides, 106 photographies, textes de Basil Davidson, Londres, MacGibbon & Kee, 151 p.[4].
- André Villers et Pablo Picasso, Diurnes, découpages et photographies, texte de Jacques Prévert, Paris, Berggruen.

## Films sur la photographie
- Chris Marker, La Jetée : film expérimental d'une durée de 28 minutes dont les images sont des photographies en noir et blanc (à l'exception d'un seul plan filmé)[5],[6].

## Études, essais, articles
- Albert Plécy, La grammaire élémentaire de l'image : comment lire les images, comment les faire parler, Paris, École Estienne, 1962[7] : Plécy y  propose une classification de la photographie pour montrer les différentes voies qui s'offrent à un jeune qui veut faire de la photo :
  - les photographies témoins, qui sont l'enregistrement, en un sens mécanique, des choses et des événements ;
  - les photographies art, qui sont la création d'artistes ;
  - les photographies langage, qui sont le domaine des « écrivains de l'image ».
- Jean-Louis Swiners, « Robert Capa, photographe de guerre, homme de paix », Photo-Ciné-Revue,‎ juin 1962, p. 180-184.

## Expositions
- 22 mai - 13 juillet : Man Ray : exposition de l'oeuvre photographique, Bibliothèque nationale, Paris[8],[9].
- 21 août - 28 octobre : Ernst Haas: Color Photography ; c'est la première exposition monographique de photographies en couleur au Museum of Modern Art (MoMA), New York ; commissaire d'exposition : John Szarkowski.
- Jean-Louis Swiners, Prix Niépce 1962, Bibliothèque nationale, Département des estampes et de la photographie, Paris.

## Prix et récompenses
- Prix Niépce : Jean-Louis Swiners.
- Prix Nadar : Alexander Liberman.
- Médaille David-Octavius-Hill : non décerné.
- Prix culturel de la Société allemande de photographie : Alfred Eisenstaedt et Otto Steinert.
- Prix Robert Capa Gold Medal : Peter Dehmel et Klaus Dehmel.
- Prix Pulitzer de photographie : Paul Vathis (en) pour Serious steps, montrant John Fitzgerald Kennedy et Dwight D. Eisenhower de dos, marchant ensemble à Camp David[10].
- Prix de la Société de photographie du Japon / prix annuel : Jun Miki.

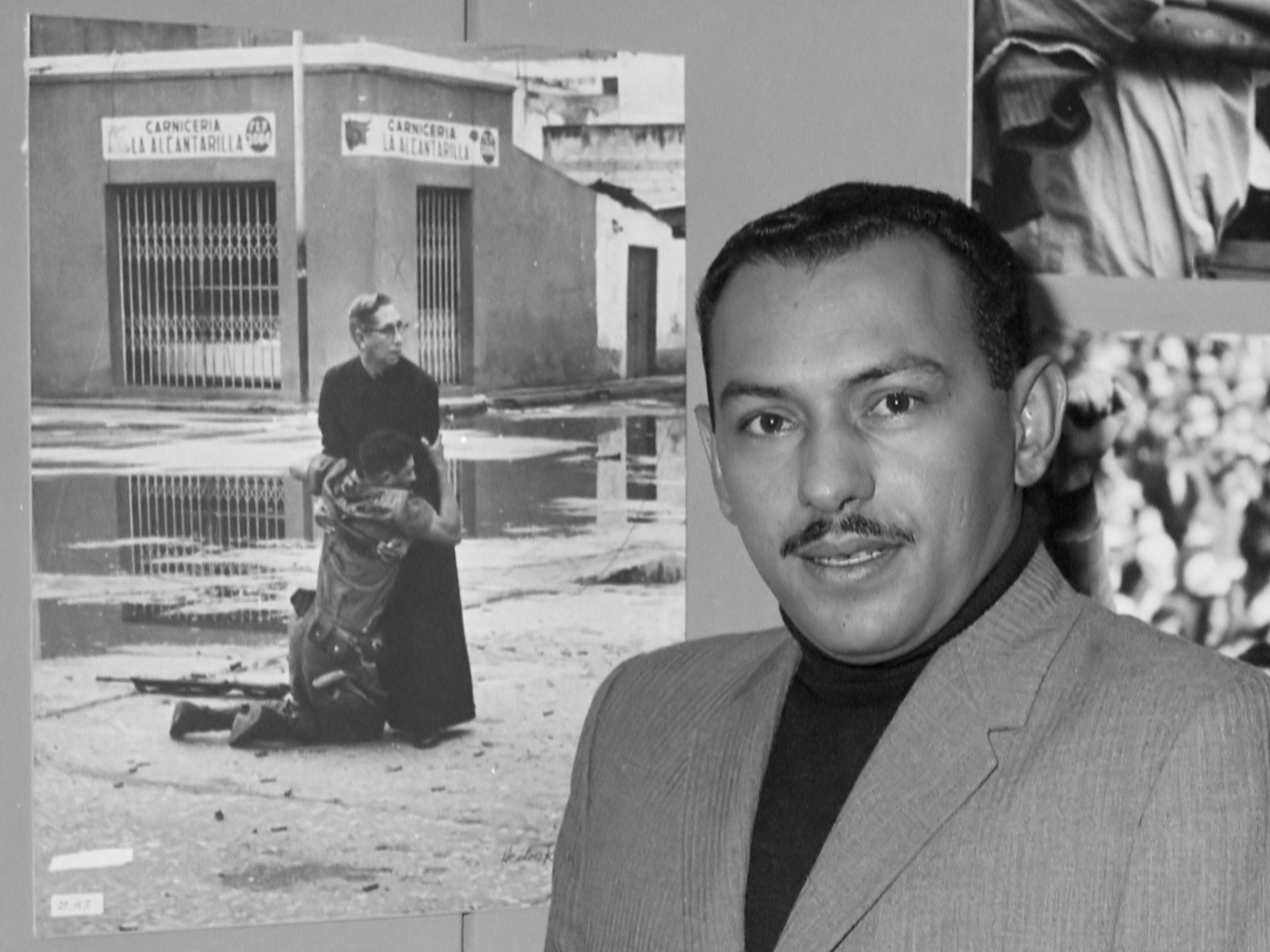
Héctor Rondón Lovera posant à côté de sa photo primée, 27 novembre 1962.

- World Press Photo of the Year : Héctor Rondón Lovera pour la photographie prise le 4 juin représentant Luis María Padilla, aumônier de la base navale de Puerto Cabello au Venezuela, soutenant un soldat loyaliste mourant, blessé par un sniper au cours de El Porteñazo, rébellion contre le président Rómulo Betancourt[11].

## Naissances
- 2 mai : Alexandra Boulat, photojournaliste française, cofondatrice de l'Agence VII, morte le 5 octobre 2007.
- 9 juin : Yves Leresche, photographe documentaire suisse, lauréat du World Press Photo of the Year en 1997 et du prix Swiss Press en 2020.
- 27 juin : Denis Westhoff, photographe français.
- 17 juillet : Samuel Fosso, photographe camerouno-nigérian.
- 31 juillet : Pascal Quittemelle, photographe professionnel et éditeur français, créateur du magazine Profession photographie.
- 26 septembre : Gregory Crewdson, photographe américain.
- 25 octobre : Yuki Onodera, photographe japonaise active en France, lauréate en 2001 du Prix Higashikawa, en 2002 du Prix Kimura Ihei et en 2006 du Prix Niépce.
- 31 octobre : Marie Amar, artiste plasticienne et photographe française.
- 19 novembre : Rosângela Rennó, photographe brésilienne.
- 25 novembre : Alexey Titarenko, photographe et artiste soviétique, naturalisé américain.

- Date précise inconnue ou non renseignée :
  - Luc Delahaye, photographe de guerre français, lauréat en 2002 du Prix Niépce.
  - Arnault Joubin, photographe portraitiste français.
  - Greg Marinovich, photographe et photojournaliste de guerre sud-africain
  - Renaud Monfourny,  photographe et journaliste français.
  - Martha Rial, photographe indépendante américaine, lauréate du prix Pulitzer 1998 de la photographie d'actualité.
  - Guy Tillim, photographe sud-africain.
  - Antoine Verglas photographe de mode français, naturalisé américain.

## Décès
- 20 janvier : Jacques Boolsky, artiste et ingénieur suisse, qui participe à la conception de l'appareil photographique reflex mono-objectif Alpa-Reflex Camera (en) 35 mm, et fondateur avec Charles Haccius de la marque de caméras Bolex, né le 31 décembre 1895.
- 22 février : Laure Albin Guillot, photographe française, née le 14 février 1879.
- 24 avril : Paul Montel, éditeur français, fondateur de plusieurs revues de photographie, né le 3 juillet 1879.
- mai : Hans Steiner, photographe et reporter suisse, né le 15 mai 1907.
- 31 août : Lora Webb Nichols, photographe américaine, née le 28 octobre 1883.
- 23 novembre : Yōnosuke Natori, photographe japonais, né le 3 septembre 1910.

- Date précise inconnue ou non renseignée :
  - Leonid Dorenski, photographe et photojournaliste russe, né en 1910.
  - Guido Mocafico, photographe italien, actif en Suisse et en France.
  - Josep Sala, photographe publicitaire espagnol, né en 1896.

## Célébrations
Centenaire de naissance
- Marius Bar
- Edmond-Victor Boissonnas
- Adeline Boutain
- Augustin Boutique
- Christina Broom
- François-Rupert Carabin
- Wilhelm Degode
- Pierre Dieulefils
- Camille Enlart
- Ernest Florman
- François-Edmond Fortier
- Edoardo Gioja
- Jakub Henner
- Kaulak
- Eugène Lageat
- Eugène Lefèvre-Pontalis
- Auguste Lumière
- Valentine Mallet
- Adolf Miethe
- Helen Messinger Murdoch
- Armand Henry Prillot
- Alfred Raquez
- Karl Emil Ståhlberg
- Jacques de Thézac
- Ethel Brilliana Tweedie

Centenaire de décès
- Alois Löcherer